# رجل الحقيبة (فلم)
رجل الحقيبة (بالإنجليزية: The Bag Man) فيلم دراما، وجريمة، وإثارة لعام 2014 من إخراج ديفيد جروفيتش، وهو مبني على سيناريو أصلي لجيمس روسو، وأعيد كتابته بقلم ديفيد غروفيتش، وبول كونواي  وإلهام من قصة «القطة: قصة الخلاص الأنثوي» لماري لويز فون فرانز. الفيلم من بطولة جون كوزاك، وريبيكا دا كوستا، وروبرت دي نيرو. يتعرض الفيلم لمجرم يقضي وقته في فندق صغير، في انتظار رئيسه بعد قتل العديد من الرجال والتخلص من حقيبة غامضة. عرض الفيلم لأول مرة في 28 فبراير 2014 في نيويورك ولوس أنجلوس.

## طاقم التمثيل
- جون كوزاك: في دور جاك
- ريبيكا دا كوستا: في دور ريفكا
- روبرت دي نيرو: في دور دراجنا
- كريسبين جلوفر: في دور نيد ستينسن
- دومينيك بورسيل: في دور الشريف لارسون
- ستيكي فينجاز: في دور ليزارد
- مارتن كليببا: في دور جيانو
- ثيودوس كرين: في دور جووز
- ديفيد شومبريس: في دور بايك
- مايك مايهال: في دور نائب جونز
- داني كوزمو: في دور بيشوب
- ديفيد جروفيتش: في دور محامي دراجنا[9]

## أحداث الفيلم
يجند رجل العصابات الوحشي دراجنا (روبرت دي نيرو) القاتل المحترف جاك (جون كوزاك) ليحمل حقيبة وينتظر وصوله في الغرفة رقم 13 في نزل صغير. ويؤكد دراجنا أن جاك لا يجوز له فتح الحقيبة أو السماح لأي شخص بمشاهدة محتوياتها تحت أي ظرف من الظروف. يحصل جاك على الحقيبة بعد قتل أحد أتباع دراجنا، ويضع جثته في صندوق السيارة. يذهب جاك، حسب الخطة المفروضة عليه، إلى المكان المعلوم، وينزل بالغرفة رقم 13 كما طلب منه دراجنا. يحاول كاتب الاستقبال نيد (كريسبين جلوفر) معرفة بيانات جاك، ووجهته لكن جاك يقدم له المال بدلاً من البيانات، كما يلتقي هناك بفتاة الليل ريفكا (ريبيكا دا كوستا)، وأثنين من القوادين، ليزارد (ستيكي فينجاز)، وجيانو (مارتن كليببا).
يلاحظ جاك وجود رجال يعتقد أنهم يلاحقونه، ويقوم باقتحام غرفتهم، وقتلهم، ثم يكتشف انهم من مكتب التحقيقات الفيدرالي، ويستولي على حقيبة أحدهم. يضع جاك الحقيبة جانباً، ويشرع في دفن الجثة الموجودة في سيارته، لكنه يعود على الفور بمجرد أن يتم رصده بسيارة شرطة، ليكتشف أن ريفكا اقتحمت غرفته، خوفًا من أن يقتلها ليزارد، وتطلب منه السماح لها بالبقاء.
يشك نيد في أن جاك لديه ضيف في غرفته، ويتصل بالشريف عندما يرفض جاك دفع رسوم إضافية. يسأل الشريف لارسون (دومينيك بورسيل) جاك عن وجهته، وعن جرح بيده، وبعد مغادرة لارسون، يقوم جاك بدفن الحقيبة بالقرب من النزل. يكتشف جاك ملاحقة نيد له فيقتله، ويعود إلى النزل، حيث يعتقله لارسون للاشتباه في اختفاء نيد. يستعد لارسون لتعذيب جاك للحصول على معلومات، وهنا تظهر ريفكا، وتحرر جاك الذي يستولي على سلاح الشريف، ويقتله.
يصل دراجنا بصحبة حارس ضخم، ويتأكد من أن جاك لم يعرف ما بالحقيبة، ويوضح دراجنا أن الوضع برمته كان اختبارًا لمهارات جاك وشخصيته، حيث شك في عزم جاك، في أعقاب لغز مقتل خطيبته التي لم يحل قبل بضعة أشهر. يكتشف جاك ان النزل، ورجال الشرطة المحليون جميعهم على كشوف رواتب دراجنا، وأنهم كانوا جميعاً (من غير قصد) جزءًا من الاختبار.
بينما يستعد دراجنا للمغادرة، تخبر ريفكا جاك أنها نظرت في الحقيبة، وينزعج جاك لمعرفته أن دراجنا سيقتل كلاهما. يسارع جاك ويبلغ دراجنا بإخلاص عن تصرف ريفكا، وهنا يأمر دراجنا بقتل ريفكا، ولكن جاك يقتل الحارس الشخصي لدراجنا، الذي أصاب ريفكا بطلقة ليست قاتلة. يقوم جاك بمطاردة دراجنا، وكلاهما مصاب. ينظر جاك في الحقيبة، ويكتشف رأس خطيبته، التي قتلها دراجنا من أجل منع جاك من ترك عمله كقاتل مأجور. تظهر ريفكا، وتنقذ جاك بقتل دراجنا.
تتكشف الحقيقة في مكتب محامي دراجنا، وتكشف ريفكا عن نفسها على أنها عشيقة دراجنا، وانه ارسلها للتأكد من أن الأمور تسير في الطريق المطلوب. تستولى ريفكا على خمسة ملايين دولار، وتنطلق هي وجاك معًا.

## استقبال الفيلم
- منح موقع الطماطم الفاسدة الفيلم تقييماً مقداره 11% بناءاً على آراء 46 ناقداً سينمائياً.
- منح موقع ميتاكريتيك الفيلم تقييماً مقداره 28% بناءاً على آراء 18 ناقداً سينمائياً.[11]
- كتب سكوت فونداس من مجلة فارايتي: «ماذا يوجد في الحقيبة؟... يظهر جون كوزاك، وروبرت دي نيرو في أكثر أدوارهم في حياتهم المهنية، للبحث عن المال بوضوح كبير».[12]

- كتب ستيفن فاربر من صحيفة هوليوود ريبورتر: «لولا لمسات القسوة، ربما كان هذا فيلمًا من الدرجة الثانية، لكن انتهى الأمر بإهدار قائمة المواهب المحاصرة في التمرين القاسي».[13]

- وصف ستيفن هولدن من صحيفة نيويورك تايمز الفيلم بأنه: «لعبة قط وفأر مطولة، ومملة بشكل متزايد، والتي تحاول، بشكل مثير للشفقة، تكوين توقعات حول ما يمكن أن يكون في الحقيبة».[14]

- أطلق مايك دانجيلو من نادي إيه The A.V. Clubعلى الفيلم: «من السهل تخيل هذا على أنه فيلم ضائع من التسعينيات كان يجب أن يظل ضائعًا»، ومنح الفيلم درجة "D".[15]

## روابط خارجية
- مقالات تستعمل روابط فنية بلا صلة مع ويكي بيانات